# Grünendeich

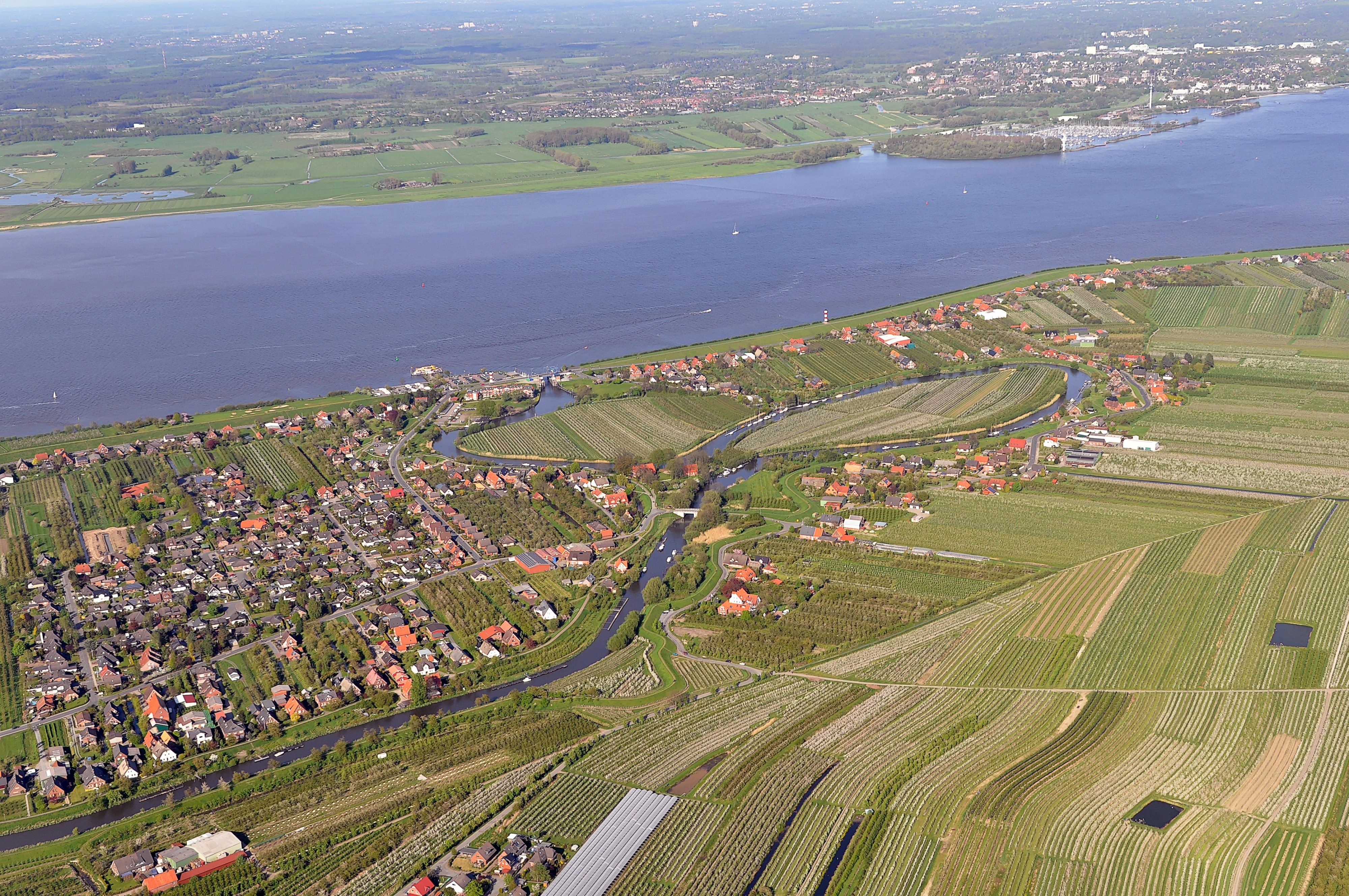
Luftbild

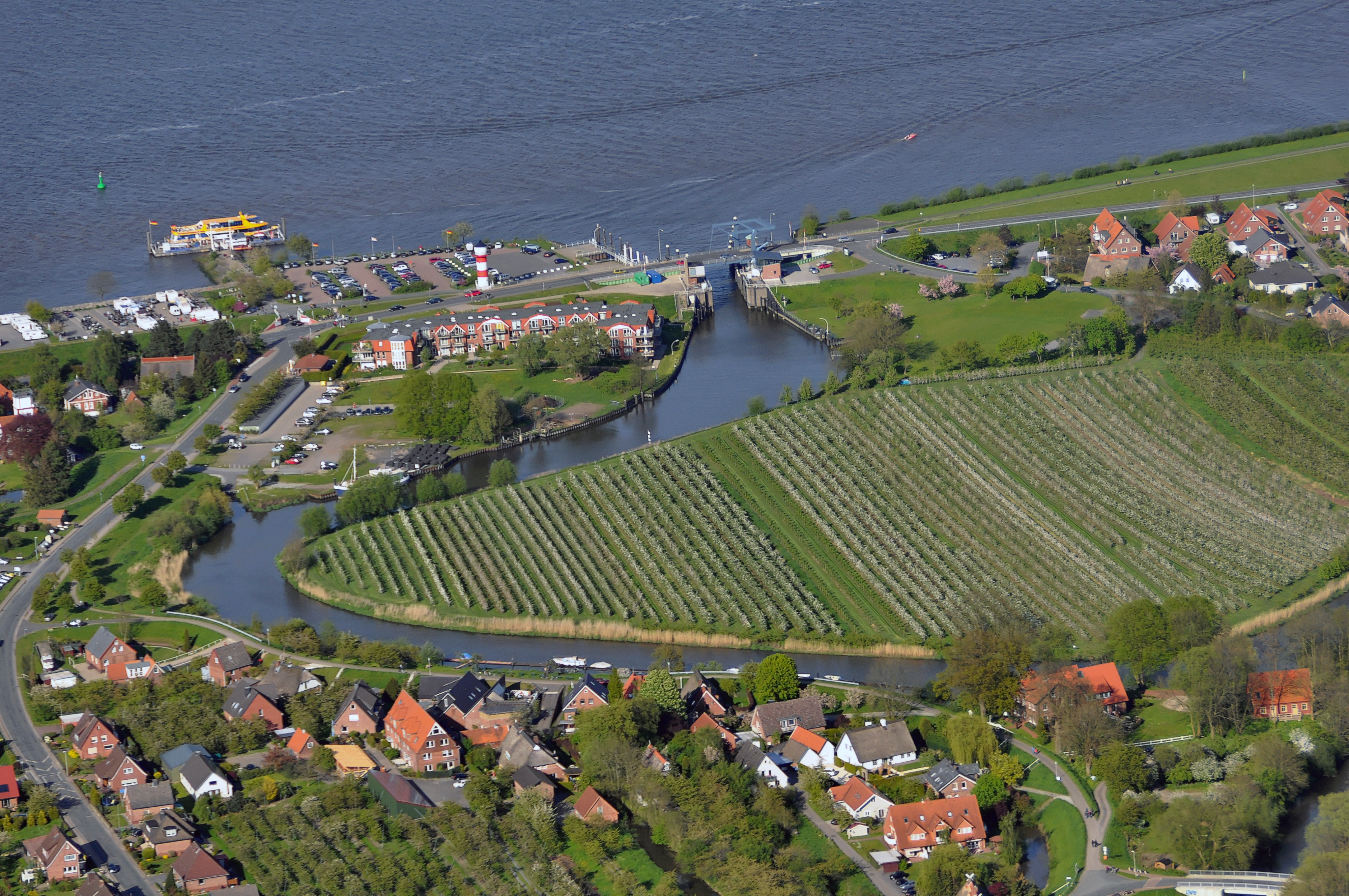
Luftbild von der Elbe, dem Lühe-Sperrwerk und dem Lühe-Anleger

Grünendeich (niederdeutsch Greundiek) ist eine Gemeinde im niedersächsischen Landkreis Stade. Die Gemeinde gehört der Samtgemeinde Lühe an, die ihren Verwaltungssitz in der Gemeinde Steinkirchen hat.

## Ortsname
Alte Bezeichnungen des Ortes sind 1449 Gronendike und 1559 Gronendike. Wahrscheinlich ist Grünendeich der neue Name für Bardesfleth. Die neu besiedelte Restfläche erhielt den Namen Grünendeich, der erstmals 1449 erwähnt und um 1500 als eigenes Kirchspiel dargestellt wird. Eine erste Kirche nahe der Elbe wurde durch Sturmfluten im 16. Jahrhundert zerstört. Der Ortsname bedeutet also auf Niederdeutsch: „am grönen dīke“ („am grünen Deich“).

## Politik

### Gemeinderat
Der Gemeinderat setzt sich wie folgt zusammen:
- CDU: 4 Sitze
- SPD: 2 Sitze
- FWG: 3 Sitze
- Grüne: 2 Sitze

(Stand: Kommunalwahl am 12. September 2021)
Zur Gemeindedirektorin hat der Rat die Mitarbeiterin der Samtgemeindeverwaltung Henrike Lühders bestellt.

### Bürgermeister
Der Bürgermeister von Grünendeich ist Nikolai Müller (CDU).

### Wappen
In Silber von Grün geteilter Schild, oben ein wachsender, viermal Rot von Silber geteilter Leuchtturm, von dem je ein goldenes, rotberandetes Leuchtfeuer bis zu den seitlichen Schildrändern ausgeht; unten zwei silberne Rosenblüten mit goldenen Butzen und roten Kelchblättern nebeneinander gestellt.

## Wirtschaft und Infrastruktur
Verkehr
In Grünendeich liegt der Fähranleger Lühe, von dem aus zwei Schiffslinien verkehren:
- Lühe-Schulau-Fähre nach Wedel, von November bis März nur montags bis freitags

Diese Schiffsverbindung ist nicht dem Hamburger Verkehrsverbund angeschlossen.
Außerdem verkehren in Grünendeich drei Omnibuslinien, die alle von der KVG Stade betrieben werden und dem Hamburger Verkehrsverbund angeschlossen sind sowie mehrere firmen- und schulbezogene Linienverkehre.

## Kultur und Sehenswürdigkeiten
Bauwerke

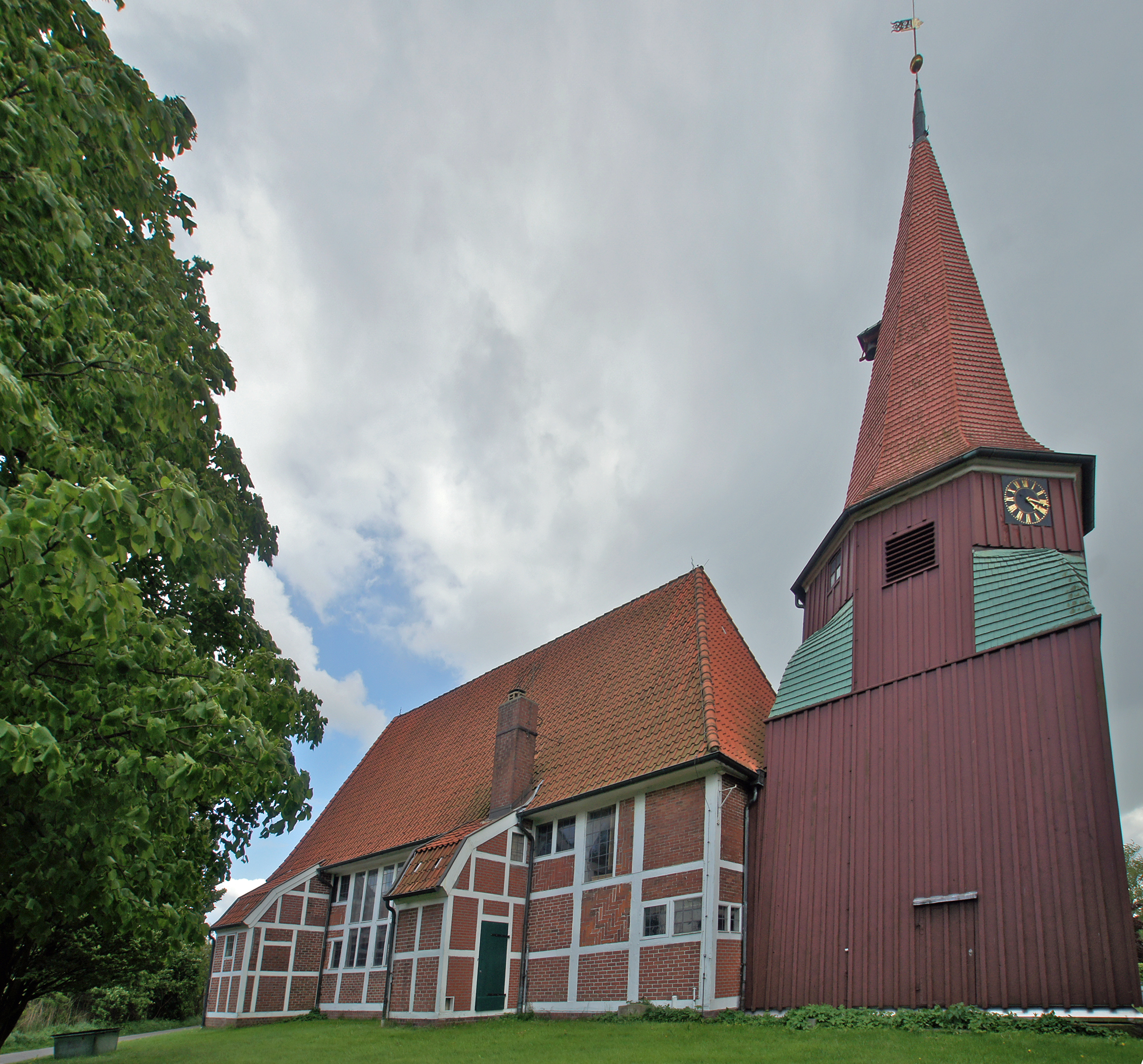
St. Marienkirche
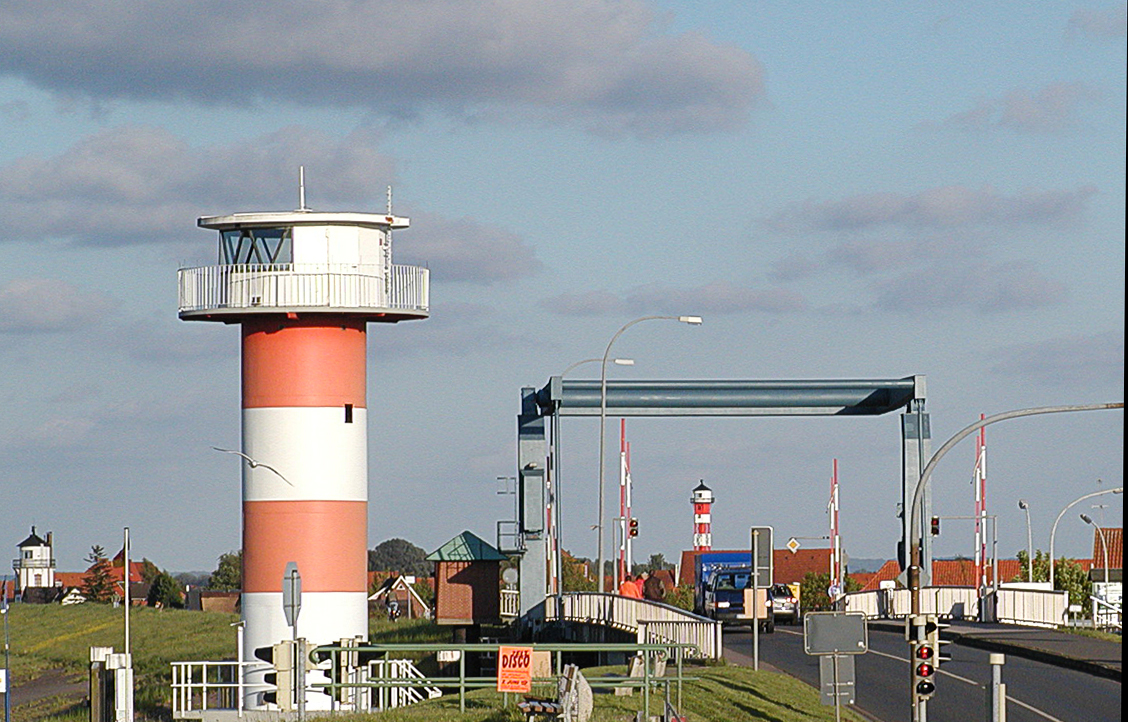
Leuchtfeuer Lühe das Lühesperrwerk
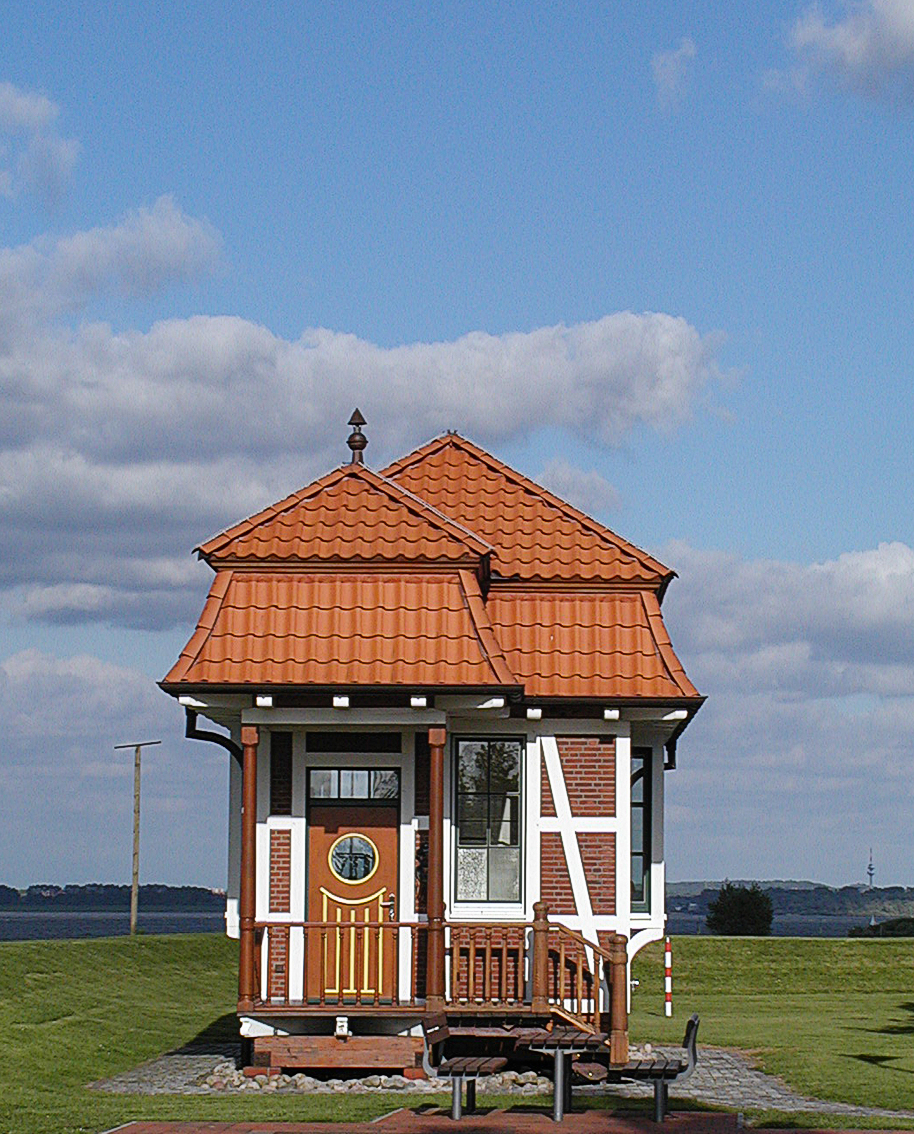
Hafenmeistergebäude im Jachthafen
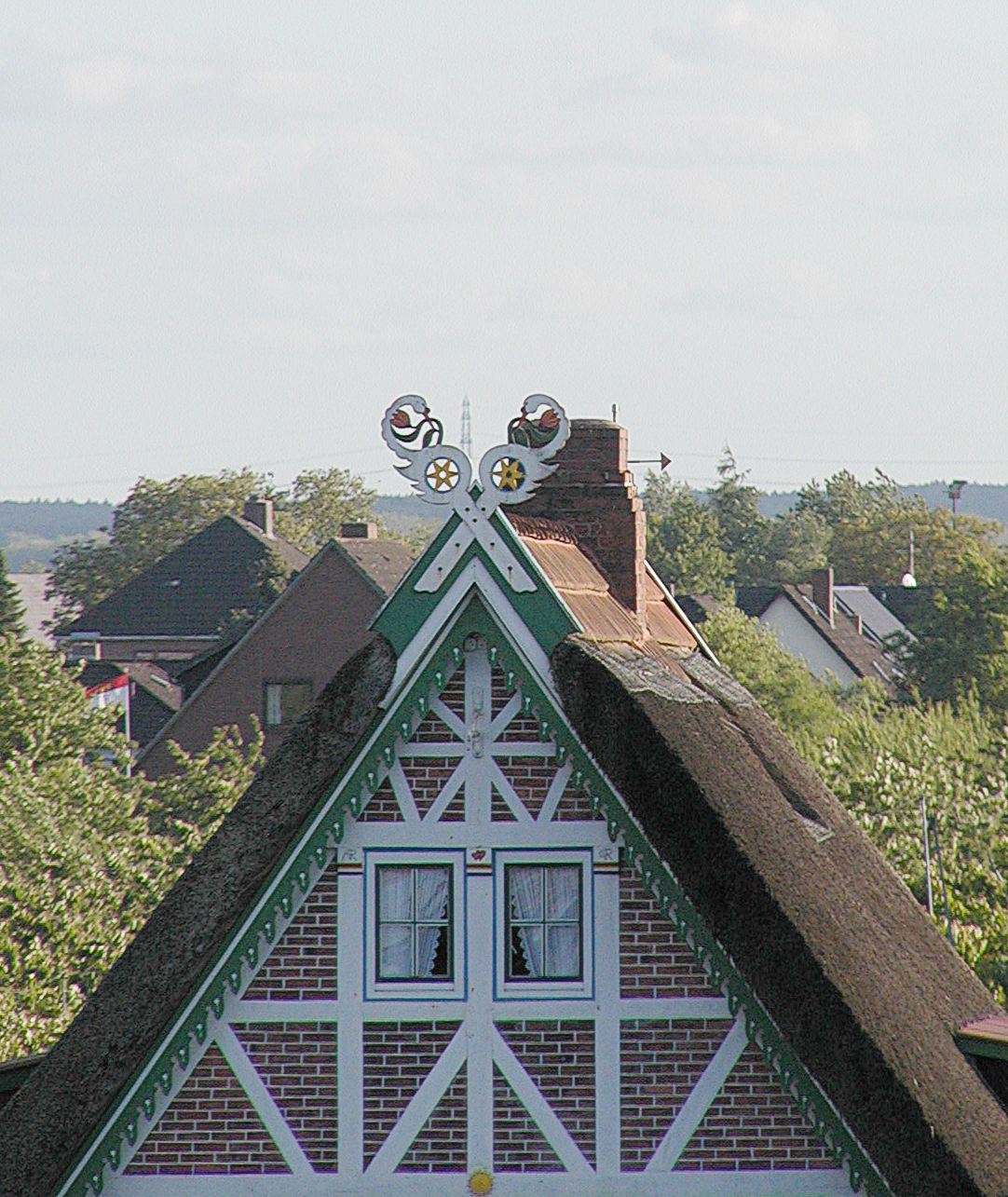
Altländer Haus mit Giebelschmuck
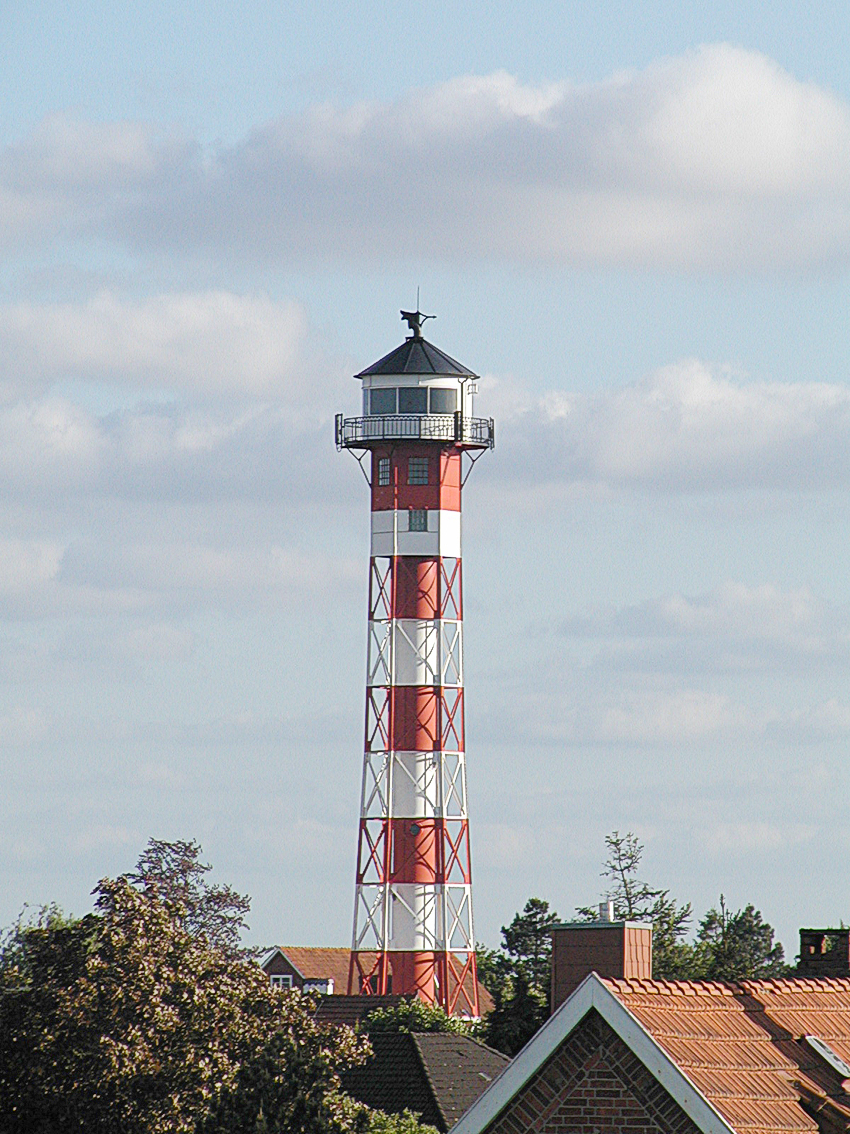
Leuchtkegel bei Grünendeich in der Elbe
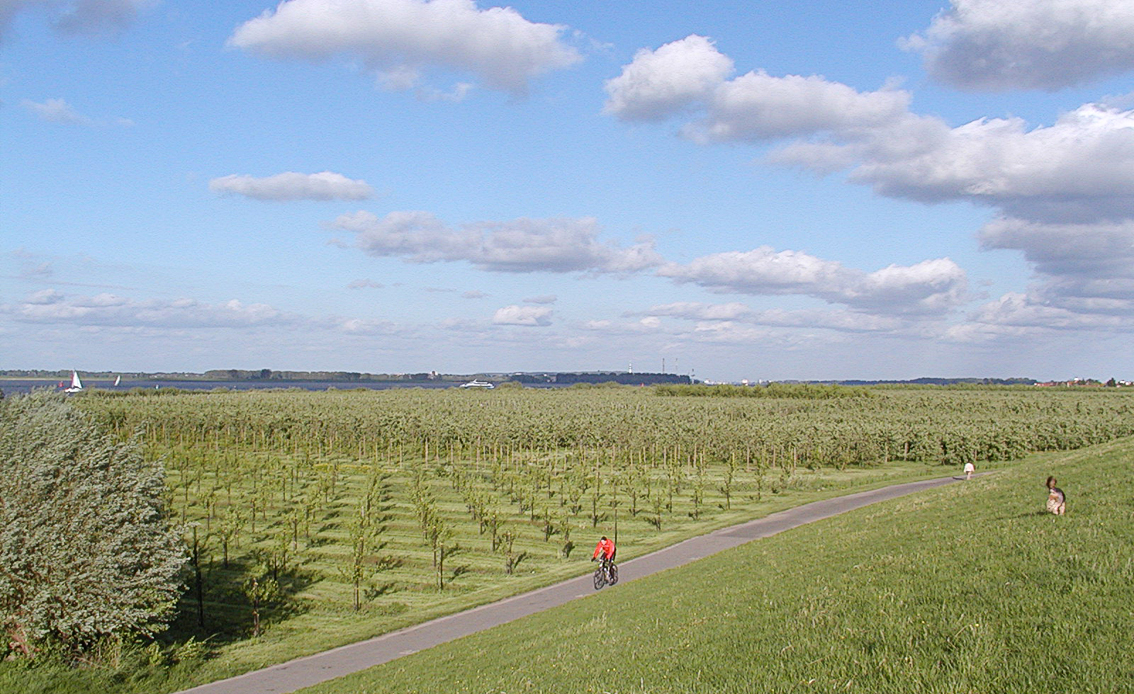
Apfelplantage im Außendeich

## Persönlichkeiten
- Arnold Kludas (1929–2023), Schifffahrtshistoriker, Bibliothekar und Sachbuchautor, wohnte in Grünendeich
- Heinrich Rudolph Wahlen (1873–1970), deutscher Kaufmann und schwedischer Konsul für Deutsch-Neuguinea, geboren in Grünendeich
- Manfred Schulze (* 1945), Theologe und Hochschullehrer, wurde hier geboren